# John & Yoko: The Interview
John & Yoko: The Interview ist das zweite Interviewalbum von John Lennon und Yoko Ono und es ist das achte postum erschienene Album nach Lennons Tod. Gleichzeitig ist es einschließlich der acht Solo-Studioalben, der drei Avantgarde-Alben mit seiner Frau Yoko Ono, der beiden Livealben, des Interviewalbums und der Kompilationsalben das insgesamt 20. Album John Lennons und das neunte Album mit Yoko Ono. Gleichzeitig ist es auch das 17. Album von Yoko Ono. Es wurde am 12. November 1990 in Großbritannien veröffentlicht.

## Entstehungsgeschichte
Im Rahmen von Promotionarbeiten für das im November 1980 erschienene Album Double Fantasy führten John Lennon und Yoko Ono mehrere Interviews mit Radiosendern und Zeitschriften. Am 6. Dezember 1980 führte das Paar mit Andy Peebles ein insgesamt dreistündiges Interview für BBC Radio 1. Das Interview wurde im Hit Factory Studio geführt, wo John Lennon und Yoko Ono gerade Aufnahmen für den Ono-Titel Waking on Thin Ice tätigten. Das Interview umfasste hauptsächlich die Karriere von John Lennon von 1966 bis 1980 und wurde in Stereo aufgenommen. Im Oktober 1990 schrieb Yoko Ono anlässlich der CD-Veröffentlichung für das CD-Begleitheft eine Danksagung.

## Covergestaltung
Die Covergestaltung erfolgte von Mainartery. Das Coverfoto stammt von Jack Mitchell. Der CD liegt ein aufklappbares sechsseitiges bebildertes Begleitheft bei, das Information zum Album enthält.

## Veröffentlichung
Die Doppel-CD wurde ausschließlich in Großbritannien veröffentlicht. In Deutschland war es nur über Import erhältlich. Das Album konnte sich nicht in den Musikcharts platzieren. Im Februar 1981 erschien das Interview auch in Buchform als Taschenbuchausgabe.

## Titelliste

### Disc One 1966–1972
1. A Few Words for Level
2. Memories of the BBC
3. Meeting at the Indica Gallery
4. The End of the Beatles Tours
5. Two Virgins
6. Yoko and the Beatles in 1969
7. An Englishman Abroad
8. Having a Baby
9. Give Peace a Chance
10. Live Peace in Toronto
11. Wedding Album
12. Cold Turkey & Drugs
13. Lyceum UNICEF Benefit
14. Instant Karma!
15. John Lennon / Plastic Ono Band
16. The Move to New York
17. Power to the People
18. Imagine
19. How Do You Sleep
20. Deportation Case
21. Some Time in New York City
22. Woman Is the Nigger of the World
23. Happy Xmas (War Is Over)
24. Concept of Plastic Ono Band
25. Time for a Break

### Disc Two 1973–1980
1. The BBC World Service
2. Mind Games
3. The Lost Weekend
4. Songwriting
5. Five Years Away from Music
6. Working with Elton John
7. #9 Dream
8. Working with David Bowie
9. Phil Spector & Harry Nilsson
10. Shaved Fish
11. Going ‘Underground’
12. House Husband
13. Fatherhood with Sean
14. Contract with Geffen
15. Musicians for Double Fantasy
16. Love of British Comedy
17. (Just Like) Starting Over
18. Lyrics
19. A New Prolific Era
20. Beautiful Boy (Darling Boy) – Sean
21. I’m Losing You
22. Woman
23. New Wave, Reggae, Disco
24. A Sense of Security
25. Thanks